# Leucojum
Leucojum là chi thực vật có hoa trong họ Amaryllidaceae.

## Hình ảnh

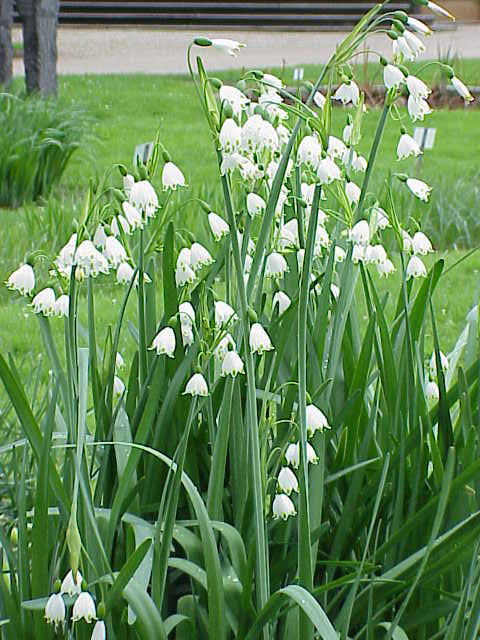
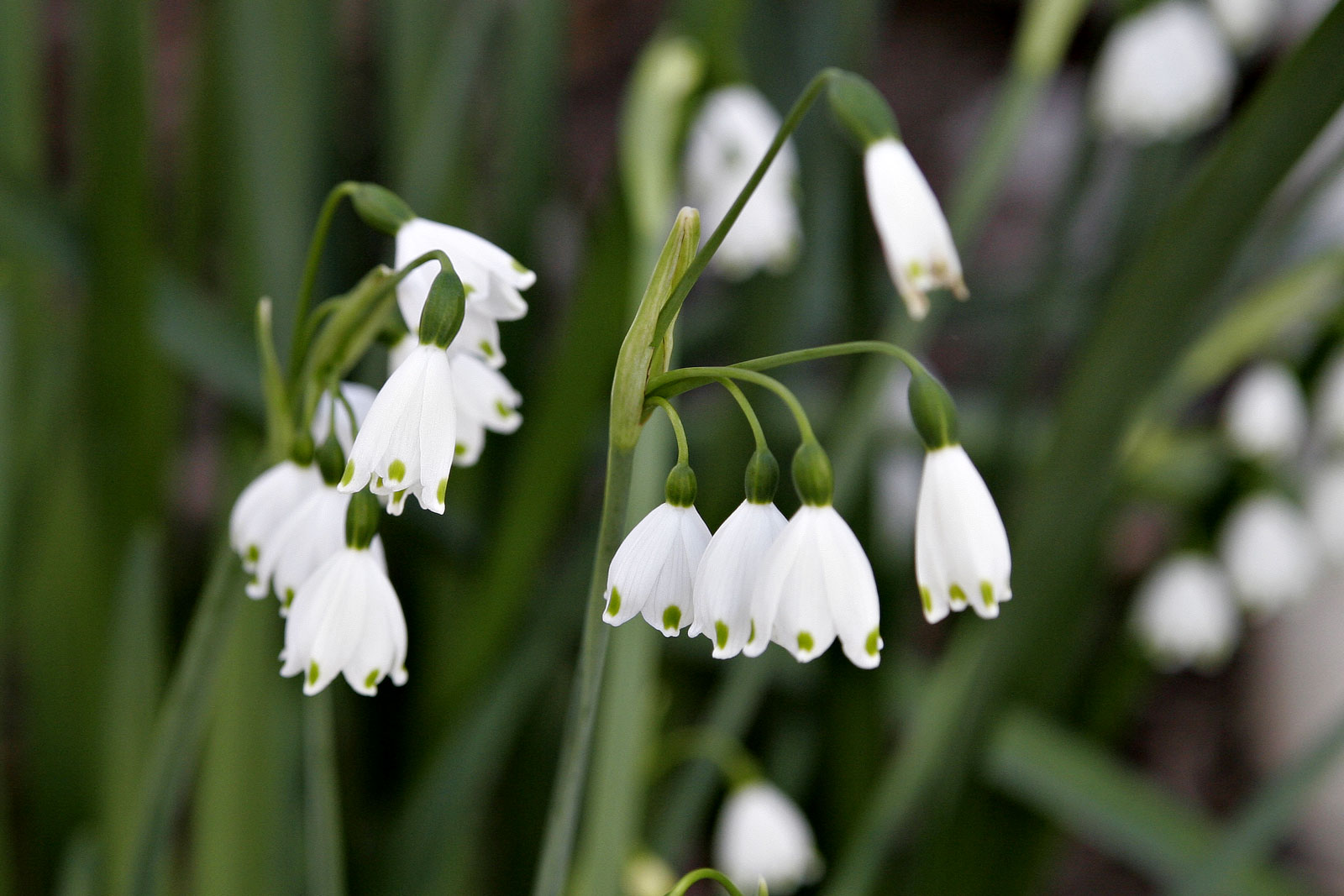
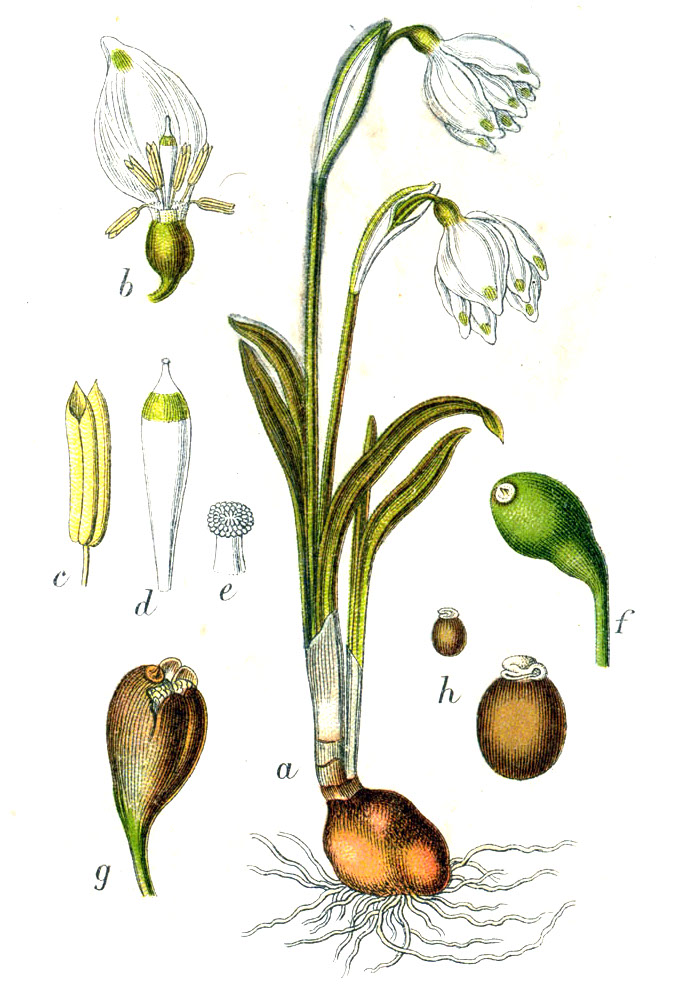
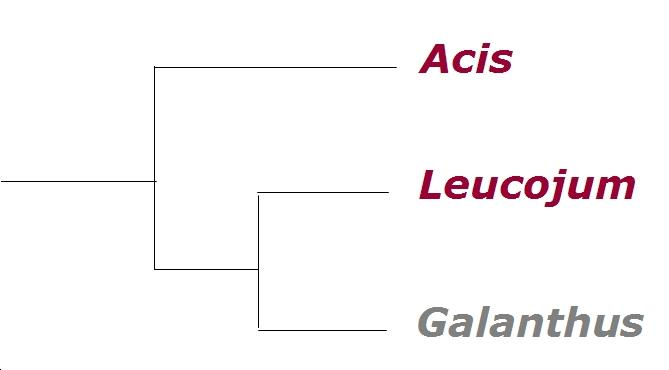